# Agudelle
Agudelle é uma comuna no sudoeste da França, localizada no departamento de Charente-Maritime na região de Nova Aquitânia.